# Синт Генезиюс Роде
Синт Генезиюс Роде (на нидерландски: Sint-Genesius-Rode) е селище в Централна Белгия, окръг Хале-Вилворде на провинция Фламандски Брабант. Населението му е около 17 900 души (2006).